# Glosar de numere întregi
Prezentul glosar de numere întregi conține termeni din domeniul claselor de numere întregi și a altor domenii fundamentale ale matematicii ca: aritmetică sau teoria numerelor.
Pentru celelalte domenii ale matematicii, ca algebra, analiza matematică și geometria, vedeți celelalte glosare din categoria: Glosare de matematică.

## A
- abundent sau excesiv, un număr care este mai mic decât suma alicotă a divizorilor săi.
- Ahile, un număr puternic care nu este pătrat perfect.
- amiabil. O pereche de numere amiabile este formată din două numere între care există următoarea relație: suma alicotă a divizorilor fiecăruia dintre ele este egală cu celălalt număr.
- Apéry, un număr An exprimat cu ajutorul coeficienților binomiali ca suma de la k = 0 la k = n a produselor C(n, k)2 * C(n + k, k)2. Sau

{\displaystyle \sum _{j=0}^{k}{\tbinom {k}{j}}^{2}{\tbinom {k+j}{j}}^{2}=1,5,73,1445,33001,\dots }
- aproape perfect, un număr natural n care are proprietatea că 2*n – 1 = σ(n)
- Armstrong sau narcisist, un număr n, cu un număr de k cifre, care este egal cu suma cifrelor sale ridicate la puterea k.[2]
- aspirant,  numărul natural cu proprietatea că seria sa alicotă se termină într-un număr perfect.[3] 25, 95, 119, 143, 417, 445, 565, 608, 650, 652, 675, 685
- automorf, un număr al cărui pătrat într-o bază dată „se termină” cu aceleași cifre ce compun numărul însuși.[4] 0, 1, 5, 6, 25, 76, 376, 625, 9376, 90625, 109376, 890625, 2890625, 7109376, 12890625, 87109376

## B
- belgian
- Bell
- Betrothed, numere ~ - două numere întregi pozitive astfel încât suma divizorilor proprii ai oricăruia dintre ele este cu unu mai mare decât valoarea celuilalt număr; sinonim: numere cvasiprietene.
- binomial
- Blum
- brazilian
- Brier
- briliant
- Brown

## C
- Carmichael
- Carol
- Catalan
- Catalan-Mersenn
- centrat poligonal, o clasă de serii de numere figurative, fiecare formată dintr-un punct central, înconjurat de straturi poligonale cu un număr constant de laturi:
  - centrat triunghiular
  - centrat pătratic
  - centrat pentagonal
  - centrat hexagonal
  - centrat heptagonal
  - centrat octogonal
  - centrat nonagonal 
  - centrat decagonal
  - centrat endecagonal
  - centrat dodecagonal
  - centrat tetraedric - număr figurativ centrat care dă numărul de puncte dintr-un model tridimensional format dintr-un punct înconjurat de straturi tetraedrice concentrice de puncte; altă denumire: centrat tetraedral.
  - centrat cubic - număr figurativ centrat care dă numărul de puncte dintr-un model tridimensional format dintr-un punct înconjurat de straturi cubice concentrice de puncte, cu {\displaystyle i^{2}} puncte pe fețele pătrate ale stratului i.
  - centrat octaedric  sau centrat octaedral
  - centrat dodecaedric  sau centrat dodecaedral
  - centrat icosaedric  sau centrat icosaedral

- Chernick
- ciclic
- ciudat
- colosal abundent
- columbian
- compozitorial
- compus, un număr care are cel puțin un divizor pozitiv în afară de 1 și el însuși
- concatenat
- Connell
- congruent
- consecutiv
- consecutiv Smarandache
- Conway-Guy
- coprime sau prime între ele, numere care nu au alt divizor comun în afară de 1, sau, altfel spus, dacă cel mai mare divizor comun al lor este 1.
- coprimorial
- cototativ
- cubic, este rezultatul ridicării sale la puterea a treia: cu alte cuvinte numărul înmulțit cu el însuși de trei ori.
- Cullen
- Cunningham
- cvasiprietene, numere - vezi Betrothed, numere ~.

## D
- deficient
- Delannoy
- Demlo
- Devaraj
- Devlali
- dodecaedric
- dublu Mersenne
- dublu triunghiular

## E
- echidigital
- egiptean
- EPRN
- Erdős-Woods
- Euclid
- Euclid-Mullin
- excesiv
- exponențial perfect
- extravagant
- extrem abundent
- extrem compus
- extrem compus superior
- extrem cototient
- extrem totient

## F
- factorial
- fericit
- Fermat
- Fibonacci
- fibonorial
- figurativ
- Fortunate
- Franel
- Friedman
- frugal
- Fürer, algoritm ~ - algoritm de înmulțire a numerelor întregi pentru numere întregi extrem de mari, cu complexitate foarte mică.

## G
- Giuga
- Göbel

## H
- Hamming
- Hardy-Ramanujan
- harshad
- hemiperfect
- Hilbert, număr ~ - număr întreg pozitiv de forma 4n + 1.
- hiperperfect
- Hofstadter

## I
- icosaedric
- idempotent
- impar
- intangibil
- interesant

## Î
- înlănțuit aditiv
- înlănțuit Brauer
- întreg
- întreg negativ
- întreg pozitiv

## J
- Jacobsthal
- Jacobsthal-Lucas

## K
- Kaprekar
- Keith
- Kin
- Knödel
- Korselt
- Kynea

## L
- Lah
- Leyland
- Lychrel
- logodit
- Lucas

## M
- maleabil
- Markov
- Matijasevič
- Mersenn
- Mian-Chowla
- minunat
- Moser-de Bruijn
- Motzkin
- multifactorial
- multiperfect

## N
- Narayana
- narcisist
- natural
- nefericit
- neobișnuit
- neuniform
- Niven
- nontotient
- norocos Euler
- norocos Ulam
- Newman-Shanks-Williams

## O
- octaedric
- ondulatoriu
- Or

## P
- Padovan
- palindromic, un număr care citit de la stânga la dreapta sau de la dreapta la stânga rămâne neschimbat
- pandigital
- par - un număr care are forma n = 2p , unde p este un număr întreg.
- de partiții - numărul de moduri în care poate fi partiționat un număr întreg.
- pătratic - un număr care este pătratul unui alt număr
- Pell - șir de numere egale cu numitorii care aproximează din ce în ce mai fidel rădăcina pătrată a lui 2
- Pell-Lucas
- perfect
- perfect totient
- perfect unitar
- Perrin
- persistent
- Pisano
- pitagoreic
- platonician
- poligonal

- poligonal central

- politicos
- potrivit
- Poulet
- practic
- prietenos
- prietenos Smarandache

- prim
  - prim absolut
  - prim aditiv
  - prim aproximativ fibonorial
  - prim asigurat
  - prim bun
  - prim Chen
  - prim circular
  - prim constelație
  - prim echilibrat
  - prim elitist
  - prim Euler
  - prim factorial
  - prim Fibonacci-Wieferich
  - prime gemene
  - prim interior
  - prim izolat
  - prim înlănțuite Cunningham
  - prim înlănțuit geamăn
  - prim Labos
  - prim lung
  - prim mănunchi
  - prim Mersenne
  - prim Mills
  - prim minimal
  - prim permutabil
  - prim Pierpont
  - prim Pillai
  - prim plat
  - prim probabil
  - prim progresiv
  - prim quasi-fibonorial
  - prim Ramanujan
  - prim reversibil
  - prim Rowland
  - prim sexy
  - prim slab
  - prim Smarandache
  - prim Solinas
  - prim Sophie Germain
  - prim Stern
  - prim subțire
  - prim tare
  - prim titanic
  - prim trunchiabil
  - prim unic
  - prim verișor
  - prim Wagstaff
  - prim Wall-Sun-Sun
  - prim Wieferich

- primitiv
- primorial
- Proth
- pseudoperfect

- pseudoprim
  - pseudoprim Catalan
  - pseudoprim Cipolla
  - pseudoprim Euler
  - pseudoprim Fermat
  - pseudoprim Fibonacci
  - pseudoprim Lucas
  - pseudoprim Perrin
  - pseudoprim tare

- pseudo-Smarandache
- puternic, un număr pozitiv m cu proprietatea că, dacă este divizibil cu numărul prim p, atunci este divizibil și cu p2

## Q
- quasi-amiabil
- quasi-Carmichael
- quasi-perfect

## R
- rar
- rectangular
- refactorabil
- regulat
- repdigit
- repfigit
- repunit
- reversat
- Riesel
- risipitoar
- rotund

## S
- Sarrus
- Schröder
- Segner
- semiperfect
- semiprim
- sfenic
- Sierpiński
- slab totient
- Smarandache
- Smarandache-Fibonacci
- Smarandache-Radu
- Smarandache-Wellin
- Smith
- sociabil
- solitar
- Somos
- Stern-Brocot
- Størmer
- subfactorial
- sublim
- superabundent
- superfactorial
- superperfect
- superprimorial
- super-Poulet

- sumă alicotă, suma divizorilor alicoți.

## T
- tablou triunghiular - șir dublu indexat în care lungimea fiecare rând este egală cu indicele rândului.
- tetraedric
- Thabit
- tort
- totativ
- triunghiular
- triunghiul armonic al lui Leibnitz - tablou triunghiular cu fracții unitare.
- triunghiul lui Bell - tablou triunghiular analog cu triunghiul lui Pascal.
- triunghiul lui Bernoulli - tablou triunghiular cu sume parțiale de coeficienți binomiali.
- triunghiul lui Catalan - tablou triunghiular cu diferențe de coeficienți binomiali.
- triunghiul lui Floyd - tablou triunghiular cu numerele naturale, folosit în informatică drept exercițiu.
- triunghiul lui Hosoya - tablou triunghiular cu numere Fibonacci.
- triunghiul lui Lozanić - tablou triunghiular folosit în chimie.
- triunghiul lui Pascal - tablou triunghiular cu coeficienții binomiali.
- triunghiul numerelor de partiții - tablou triunghiular cu numărul de partiții al numerelor întregi.
- triunghiul trinomial - tablou triunghiular cu coeficienții trinomiali.

## U
- Ulam
- umil
- uniform

## V
- vampir

## W
- Wilson
- Woodall
- Wolstenholm

## Z
- Zeisel
- Zsigmondy